# Совместимость (информатика)
Совмести́мость — способность различных объектов — аппаратных или программных компонентов — взаимодействовать друг с другом. По отношению к компьютерам можно выделить аппаратную (техническую), программную и информационную совместимость:
- Аппаратная (техническая) совместимость (англ. hardware compatibility) — способность одного устройства работать с узлами другого устройства. Включает в себя электромагнитную совместимость.
- Информационная совместимость (англ. data compatibility) — способность двух или более систем адекватно воспринимать одинаково представленные данные.
- Программная совместимость (англ. software compatibility) — способность выполнения одинаковых программ с получением одних и тех же результатов[1]. В случае представления программ в виде двоичного кода, говорят о двоичной совместимости.

При наличии аппаратной, информационной и программной совместимости устройств без ограничений для конечных пользователей говорят о полной совместимости этих устройств.
Совместимостью программ (англ. program compatibility) называется способность программ к взаимодействию друг с другом, возможно, в рамках более крупного программного комплекса.